# Екваторіальна провінція
Екваторіальна провінція (фр. Équateur) — провінція на північному заході Демократичної Республіки Конго. До реформи 2005 року мала значну площу, однак потім була розділена на низку більш дрібних провінцій, з яких назва Екваторіальної залишилась за територією навколо адміністративного центру Мбандака.

## Адміністративний поділ
Провінція поділяється на 7 територій:
- Басанкусу
- Бікоро
- Боломба
- Бомонго
- Інгенде
- Луколела
- Маканза